# Dirinaria aegialita
Dirinaria aegialita är en lavart som först beskrevs av Afzel. ex Ach., och fick sitt nu gällande namn av B. J. Moore. Dirinaria aegialita ingår i släktet Dirinaria och familjen Physciaceae.   Inga underarter finns listade i Catalogue of Life.